# 斯托里 (印地安納州)
斯托里（英語：Story）是位於美國印地安納州布朗縣的一個非建制地區。該地的面積和人口皆未知。

## 地理
斯托里的座標為39°05′56″N 86°12′50″W / 39.09889°N 86.21389°W，而該地的平均海拔高度為176米（即577英尺）。